# Tresa TI

Fahne

Tresa ist eine politische Gemeinde im Schweizer Kanton Tessin. Sie gehört zum Bezirk Lugano.

## Geschichte
Auf den 18. April 2021 fusionierten die ehemaligen politischen Gemeinden Croglio, Monteggio, Ponte Tresa und Sessa zur neuen politischen Gemeinde Tresa.